# The House of His Master
The House of His Master è un cortometraggio muto del 1912 diretto da Lem B. Parker.

## Produzione
Il film fu prodotto dalla Selig Polyscope Company.

## Distribuzione
Distribuito dalla General Film Company, il film - un cortometraggio di una bobina - uscì nelle sale cinematografiche statunitensi il 9 settembre 1912.